# Варениковский сельсовет
Варениковский сельсовет — упразднённое сельское поселение в Степновском районе Ставропольского края Российской Федерации.
Административный центр — село Варениковское.

## История
Статус и границы сельского поселения установлены Законом Ставропольского края от 4 октября 2004 год № 88-КЗ «О наделении муниципальных образований Ставропольского края статусом городского, сельского поселения, городского округа, муниципального района».
С 16 марта 2020 года, в соответствии с Законом Ставропольского края от 31 января 2020 г. № 13-кз, все муниципальные образования Степновского муниципального района были преобразованы путём их объединения в единое муниципальное образование Степновский муниципальный округ.

## Население
| 1989  | 2002  | 2010  | 2011  | 2012  | 2013  | 2014  |
| ----- | ----- | ----- | ----- | ----- | ----- | ----- |
| 2062  | ↘1994 | ↘1901 | ↘1897 | ↘1874 | ↘1872 | ↗1874 |
| 2015  | 2016  | 2017  | 2018  | 2019  | 2020  |       |
| ↘1852 | ↘1831 | ↘1813 | ↘1807 | ↘1795 | ↘1773 |       |

### Национальный состав
По итогам переписи населения 2010 года проживали следующие национальности (национальности менее 1 %, см. в сноске к строке "Другие"):
| Национальность | Численность | Процент |
| -------------- | ----------- | ------- |
| Русские        | 1282        | 67,44   |
| Даргинцы       | 376         | 19,78   |
| Чеченцы        | 99          | 5,21    |
| Кумыки         | 56          | 2,95    |
| Армяне         | 36          | 1,89    |
| Другие         | 52          | 2,74    |
| Итого          | 1901        | 100,00  |

## Состав сельского поселения
| № | Населённый пункт | Тип населённого пункта       | Население |
| - | ---------------- | ---------------------------- | --------- |
| 1 | Варениковское    | село, административный центр | ↘1100     |
| 2 | Никольское       | село                         | ↘400      |
| 3 | Новоникольский   | хутор                        | ↗300      |
| 4 | Садовый          | хутор                        | ↘41       |